# Hemtjärnen (Ströms socken, Jämtland)
Hemtjärnen är en sjö i Strömsunds kommun i Jämtland och ingår i Ångermanälvens huvudavrinningsområde. Sjön har en area på 0,0593 kvadratkilometer och ligger 494,3 meter över havet.

## Delavrinningsområde
Hemtjärnen ingår i det delavrinningsområde (712064-146304) som SMHI kallar för Utloppet av Millestvattnet. Medelhöjden är 514 meter över havet och ytan är 3,56 kvadratkilometer. Det finns inga avrinningsområden uppströms utan avrinningsområdet är högsta punkten. Vattendraget som avvattnar avrinningsområdet har biflödesordning 5, vilket innebär att vattnet flödar genom totalt 5 vattendrag innan det når havet efter 272 kilometer. Avrinningsområdet består mestadels av skog (79 procent). Avrinningsområdet har 0,73 kvadratkilometer vattenytor vilket ger det en sjöprocent på 20,6 procent.